# Vicente Ehate Tomi
Vicente Ehate Tomi (sinh năm 1968) là chính trị gia người Guinea Xích Đạo, từng giữ chức Thủ tướng Guinea Xích Đạo từ ngày 21 tháng 5 năm 2012 đến ngày 22 tháng 6 năm 2016.